# 19-2000
"19-2000" (soms geschreven als "19/2000" of als "19 2000") is een single van de Britse band Gorillaz. Het was de tweede single van het album Gorillaz en werd uitgebracht op 25 juni 2001. Het nummer is ingezongen door Damon Albarn, alhoewel Noodle de credits krijgt. De additionele zang komt van Miho Hatori en Tina Weymouth.
Van het nummer werd een remix gemaakt: "19-2000 (Soulchild Remix)". Deze remix was tevens het titelnummer van het voetbalspel FIFA 2002.

## Nummers
1. "19-2000"
2. "19-2000 (Soulchild Remix)"
3. "Left Hand Suzuki Method"[3]

Damon Albarn · Jamie Hewlett